# 陈谦善
陈谦善（西班牙語：:126，1844年6月6日—1901年10月14日），名最，字谦善，又字聚良（又作最良），号乐峰，福建厦门人，菲律宾华侨侨领，曾三任菲律宾華人甲必丹。陳謙善有子陈纲，曾为首任駐小呂宋總領事；有曾孫陳正（陳綱嫡孫）。

## 生平
陈谦善於道光二十四年四月二十四日（1844年6月6日）生于福建厦门泉州府同安縣仙岳村，自幼家贫失学，在12歲時即赴菲律宾马尼拉为佣工，初時在亲戚的店铺当学徒，其後另起炉灶，改為经商，曾經營纺织品、农业经纪、放债、斗鸡、鸦片专卖等業務。後來，陈谦善開始经营零售商业和进出口贸易，並为西班牙殖民政府征税和进口华人劳工，三十来岁时已是菲律宾华人首富，资产估计共逾一百万披索。陈谦善也因而曾三次出任甲必丹，掌管侨务；清政府也赏给其道衔和花翎顶戴。同治十年（1871年），兒子陳綱出生。
陈谦善通曉西班牙语，並广交朋友、乐善好施、讲义气；他因而在當地不論是和华人，還是和西班牙人，也有著深厚的感情。陈谦善与西班牙王宫的宠臣有著深厚的交情，如果西班牙驻菲律宾总督和他相左，西班牙政府会因而调换當地总督；当地殖民者因而無不畏惧其。當時菲律賓當地有关华侨的法令，都先经陈谦善认可才施行。由於陈谦善擁有如此權力，他曾以“中国无枪毙之刑”的理由，成功爭取废除华人死刑；又極力爭取禁止福建女子從事娼妓。
光绪十四年（1888年），陈谦善创办菲律宾第一家华文报纸《岷埠华报》。光绪十七年（1891年），陈谦善集资向西班牙殖民当局购得马尼拉北郊荒地数百亩，辟为中华义冢（华侨义山），使在當地逝世的华侨死有葬身之地。同年，陈谦善在馬尼拉倡辦崇仁医院，为當地贫、病华侨施诊施药，並不收费；崇仁医院至今仍在運作。光緒十九年（1893年），中华善举公所（今菲律宾华侨善举公所）向菲律宾商务局申报立案成立，其所辖机构为华侨义山和崇仁医院，而负责人即為時任甲必丹的陈谦善。
光绪二十五年（1899年），陈谦善在自己在马尼拉的办公场所内開设义塾，给予失学的华侨子弟學習的机会。同年，美国继西班牙统治菲律宾，陈谦善呈请清政府在菲律宾设领事馆，以保護當地華僑。清廷隨後任命其子陳綱为首任駐小呂宋總領事，而在陈纲到任之前，陈谦善曾父代子職，代行总领事职务。
光绪二十七年九月三日（1901年10月14日），陈谦善在马尼拉因病逝世，清廷其時诰授其光祿大夫。宣统二年（1910年），旅菲华侨铸造其全身铜像一尊，立於其所倡辦的崇仁医院，以兹纪念。